# Волкови, Давит
Дави́т Волкови́ (груз. დავით ვოლკოვი; 3 июня 1995, Тбилиси, Грузия) — грузинский футболист, нападающий клуба «Сабах» и сборной Грузии.

## Карьера
На взрослом уровне начал играть в 2012 году в составе клуба Первой лиги «Гагра». По окончании сезона подписал контракт с «Динамо Тбилиси», за дублирующий состав которого выступал в Первой лиге ещё два сезона. За основной состав «Динамо» дебютировал 11 апреля 2015 года в матче чемпионата Грузии против «Мерани Мартвили», в котором вышел на замену на 78-й минуте вместо Отара Китеишвили. 26 мая принял участие в финале Кубка Грузии 2015 против «Самтредиа» (5:0), в котором вышел на замену на 85-й минуте и отметился голом и жёлтой карточкой. В конце 2015 года сыграл ещё 3 матча за команду, но так и не смог стать твёрдым игроком основы. В 2016 году выступал в аренде за клубы высшей лиги «Чихура» и «Сиони». Зимой 2017 года перешёл в клуб Первой лиги Сербии «Земун», однако за полгода в клубе сыграл лишь 1 матч, в котором отметился голом. Летом того же года вернулся в Грузию, где подписал контракт с «Сабуртало».

## Достижения
«Динамо Тбилиси»
- Обладатель Кубка Грузии: 2015
- Обладатель Суперкубка Грузии: 2015

«Габала»
- Обладатель Кубка Азербайджана: 2019